# Edenit
Edenit (IMA-Symbol Ed) ist ein eher selten vorkommendes Mineral aus der Mineralklasse der „Silikate und Germanate“ mit der chemischen Zusammensetzung NaCa2Mg5(Si7Al)O22(OH)2 und damit chemisch gesehen ein Natrium-Calcium-Magnesium-Silikat mit zusätzlichen Hydroxidionen. Strukturell gehört Edenit zu den Ketten- und Bandsilikaten (Inosilikaten).
Edenit kristallisiert im monoklinen Kristallsystem und findet sich allgemein in gut entwickelten, prismatischen Kristallen von etwa 2,5 cm Größe. Er kommt aber auch in Form faseriger Mineral-Aggregate vor, unter anderem als Reaktionsränder auf Pyroxenen.
In reiner Form ist Edenit farblos und durchsichtig. Meist ist er jedoch durch vielfache Lichtbrechung aufgrund von Gitterfehlern oder polykristalliner Ausbildung durchscheinend weiß oder hat durch Fremdbeimengungen beziehungsweise -einlagerungen eine graue oder hellgrüne Farbe angenommen. In Dünnschliffen ist zudem oft eine farbliche Zonarbildung sichtbar.

## Etymologie und Geschichte
Erstmals entdeckt wurde Edenit in Mineralproben aus einem Steinbruch bei Edenville im Orange County des US-Bundesstaates New York. Die Erstbeschreibung erfolgte 1839 durch Ernst Friedrich Glocker, der das Mineral nach dessen Typlokalität benannte.
Ein Aufbewahrungsort für das Typmaterial des Minerals nicht dokumentiert.
Edenit war bereits lange vor der Gründung der International Mineralogical Association (IMA) bekannt und als eigenständige Mineralart anerkannt. Damit hätte Edenit theoretisch den Status eines grandfathered Mineral. In der zuletzt 2012 aktualisierten Nomenklatur der Amphibol-Obergruppe (englisch Nomenclature of the amphibole supergroup) wurde die chemische Formel als Endgliedformel einer Mischreihe neu definiert. Da dies automatisch eine nachträgliche Ankerkennung für den Edenit bedeutete, wird das Mineral seitdem in der „Liste der Minerale und Mineralnamen“ der IMA unter der Summenanerkennung „2012 s.p.“ (special procedure) geführt.

## Klassifikation
In der zuletzt 1977 überarbeiteten 8. Auflage der Mineralsystematik nach Strunz gehörte der Edenit zur Mineralklasse der „Silikate“ und dort zur Abteilung „Kettensilikate und Bandsilikate (Inosilikate)“, wo er zusammen mit Ferro-Edenit, Ferro-Hornblende (ehemals Barkevikit), Ferro-Tschermakit, Hastingsit, Kaersutit, Pargasit und Tschermakit die „Hornblende-Reihe“ mit der Systemnummer VIII/D.05c innerhalb der Gruppe der „Klinoamphibole“ bildete.
In der zuletzt 2018 überarbeiteten Lapis-Systematik nach Stefan Weiß, die formal auf der alten Systematik von Karl Hugo Strunz in der 8. Auflage basiert, erhielt das Mineral die System- und Mineralnummer VIII/F.10-090. Dies entspricht ebenfalls der Abteilung „Ketten- und Bandsilikate“, wo Edenit zusammen mit Aktinolith, Chromio-Pargasit, Ferri-Kaersutit, Ferro-Aktinolith, Ferro-Edenit, Ferro-Ferri-Hornblende, Ferro-Hornblende, Ferro-Kaersutit, Ferro-Pargasit, Ferro-Tschermakit, Fluoro-Cannilloit, Fluoro-Edenit, Fluoro-Pargasit, Fluoro-Tremolit, Hastingsit, Kaersutit, Kalium-Chloro-Hastingsit (Rd), Kalium-Chloro-Pargasit, Kalium-Ferro-Ferri-Sadanagait, Kalium-Ferro-Pargasit, Kalium-Fluoro-Hastingsit, Kalium-Fluoro-Pargasit, Kalium-Hastingsit, Kalium-Magnesio-Hastingsit, Kalium-Pargasit, Kalium-Sadanagait, Magnesio-Ferri-Fluoro-Hornblende, Magnesio-Fluoro-Hastingsit, Magnesio-Hastingsit, Magnesio-Hornblende, Oxo-Magnesio-Hastingsit, Pargasit, Parvo-Manganotremolit, Sadanagait, Tremolit und Tschermakit sowie den hypothetischen Mineralen Ferri-Sadanagait, Ferro-Ferri-Tschermakit und Ferro-Sadanagait und den inzwischen diskreditierten Mineralen Magnesio-Sadanagait und Parvo-Mangano-Edenit die Gruppe der „Ca2-Amphibole“ mit der Systemnummer VIII/F.10 innerhalb der Amphibolgruppe bildet.
Die von der International Mineralogical Association (IMA) zuletzt 2009 aktualisierte 9. Auflage der Strunz’schen Mineralsystematik ordnet den Edenit in die erweiterte Klasse der „Silikate und Germanate“, dort aber ebenfalls in die Abteilung der „Ketten- und Bandsilikate (Inosilikate)“ ein. Diese ist allerdings weiter unterteilt nach der Struktur der Silikatketten bzw. -bänder, so dass das Mineral entsprechend seinem Aufbau in der Unterabteilung „Ketten- und Bandsilikate mit 2-periodischen Doppelketten, Si4O11; Amphibol-Familie, Klinoamphibole“ zu finden ist, wo es zusammen mit  Aktinolith, Alumino-Ferrotschermakit, Alumino-Tschermakit, Cannilloit (H), Kalium-Chloro-Hastingsit, Klino-Ferro-Ferri-Holmquistit, Ferro-Ferri-Tschermakit (H), Ferri-Kaersutit (N), Ferri-Tschermakit (H), Ferro-Aktinolith, Ferro-Edenit, Ferro-Hornblende, Ferro-Kaersutit (H), Ferro-Pargasit, Ferro-Tschermakit, Fluoro-Cannilloit, Fluoro-Edenit, Magnesio-Fluoro-Hastingsit, Fluoro-Pargasit, Fluor-Tremolit (N), Hastingsit, Joesmithit, Kaersutit, Kalium-Aluminosadanagait (kein anerkannter Mineralname mehr), Kalium-Chloro-Ferro-Edenit (N), Kalium-Chloro-Pargasit, Kalium-Ferro-Ferri-Sadanagait, Kalium-Ferro-Pargasit, Kalium-Fluoro-Hastingsit, Kalium-Hastingsit, Kalium-Magnesio-Hastingsit, Kalium-Pargasit, Kalium-Sadanagait, Magnesio-Hastingsit, Magnesio-Hornblende, Pargasit, Parvo-Mangano-Edenit (diskreditiert 2012), Parvo-Manganotremolit (diskreditiert 2012), Sadanagait, Tremolit und Tschermakit die „Ca-Klinoamphibole, Tremolitgruppe“ mit der Systemnummer 9.DE.10 bildet.
In der vorwiegend im englischen Sprachraum gebräuchlichen Systematik der Minerale nach Dana hat Edenit die System- und Mineralnummer 66.01.03a.10. Dies entspricht der Klasse der „Silikate“ und dort der Abteilung „Kettensilikate: Doppelte unverzweigte Ketten, W=2“, wo das Mineral in der „Gruppe 2, Calcium-Amphibole“ mit der Systemnummer 66.01.03a innerhalb der Unterabteilung „Kettensilikate: Doppelte unverzweigte Ketten, W=2 Amphibol-Konfiguration“ zu finden ist.

## Kristallstruktur
Edenit kristallisiert in der monoklinen Raumgruppe C2/m (Raumgruppen-Nr. 12) mit den Gitterparametern a = 9,837 Å; b = 17,954 Å; c = 5,307 Å und β = 105,18° sowie zwei Formeleinheiten pro Elementarzelle.

## Bildung und Fundorte
Edenit bildet sich in intermediären Plutoniten, aber vor allem in mittelgradigen metamorphen Gesteinen wie Amphiboliten und Marmoren. Dort findet er sich in Einschlüssen von anderen magnesiumreichen Mineralien in Marmor- oder granatreichen Lherzolithen aus der tiefen Erdkruste. Daher kann der Fund von Edenit im Gelände auf eine regionale Hochtemperaturmetamorphose der umgebenden Gesteine hinweisen.
Als Begleitminerale können unter anderem Chondrodit, verschiedene Glimmer und Titanit auftreten.
Als eher seltene Mineralbildung kann Edenit an verschiedenen Orten zum Teil zwar reichlich vorhanden sein, insgesamt ist jedoch wenig verbreitet. Weltweit sind bisher rund 200 Fundorte dokumentiert (Stand 2024). Außer an seiner Typlokalität Edenville und anderen Stellen im Orange County trat das Mineral im Bundesstaat New York noch im Bergbaurevier Mineville im Essex County sowie bei Philipstown und Fowler im Putnam County auf. Weitere Vorkommen finden sich in mehreren Bundesstaaten der USA.
In Deutschland fand sich Edenit bisher unter anderem im alpinotypen Diorit-Steinbruch Steinerleinbach bei Röhrnbach, im Pegmatit-Steinbruch Hörlberg (auch Hörndl) in der Gemeinde Lohberg und im Serpentinit-Amphibolit-Steinbruch Huber bei Winklarn in Bayern, im Steinbruch Caspar am Ettringer Bellerberg (Eifel) und am Wartgesberg bei Strohn in Rheinland-Pfalz sowie bei Pobershau und Zöblitz im Bergbaurevier Marienberg im sächsischen Erzgebirgskreis.
In Österreich konnte das Mineral bisher nur in einem Serpentinit-Steinbruch bei Pingendorf (Drosendorf-Zissersdorf) und in den magnetithaltigen Pyroxeniten am Arzberg bei Kottaun in Niederösterreich entdeckt werden. Ein weiterer Fund im Steinbruch Lobminggraben in der Gemeinde Sankt Stefan ob Leoben in der Steiermark gilt bisher als fraglich beziehungsweise nicht bestätigt.
In der Schweiz kennt man Edenitfunde nur im oberen Val Bregaglia im Kanton Graubünden, von der Alpe Arami nahe der Gemeinde Gorduno im Kanton Tessin, aus dem Maderanertal und Schächental im Kanton Uri sowie von den ehemaligen Eisen-Abbauen mit Skarn-Vererzungen am Mont Chemin nahe dem gleichnamigen Ort im Kantons Wallis.
Weitere Fundorte liegen unter anderem in Ägypten, Äthiopien, Australien, Belarus, Brasilien, Bulgarien, China, Finnland, Frankreich, Griechenland, Iran, Irak, Italien, Japan, Kamerun, Kanada, auf den Karibik-Insel Nevis und Union Island, in Kasachstan, Kuba, Madagaskar, Mali, Mosambik, Myanmar, Namibia, Neuseeland, Norwegen, auf der Philippineninsel Luzon, in Polen, Portugal, Russland, Saint Lucia, Schweden, der Slowakei, Spanien, Südkorea, Tschechien, der Türkei, den Vereinigten Arabischen Emiraten, im Vereinigten Königreich (England, Schottland) und der zum britischen Überseegebiet gehörenden Insel Ascension sowie in Vietnam.
Auch in Mineralproben vom Sistefjell in der Antarktis und vom Untersee-Tafelberg Govorov Guyot im Unterseegebirge Magellan im Pazifischen Ozean konnte Edenit nachgewiesen werden.

## Verwendung
Obwohl Edenit für kommerzielle oder industrielle Anwendungen nicht wichtig ist, wird es häufig wegen seiner einzigartigen chemischen Substitutionseigenschaften untersucht. Ergebnisse aus Untersuchungen an Amphibolen haben gezeigt, dass Edenit besonders gut geeignet ist, Chloridanionen in sein chemisches Gerüst einzufügen. Dies macht Edenit zu einem guten Kandidaten für die Chlorisotopenfraktionierung in amphibolhaltigen Gesteinen. Viele synthetische Variationen von Edenit werden auch in der geochemischen Forschung verwendet, um ein Boranalogon von Fluoredenit herzustellen.